# Orlov (Slowakije)

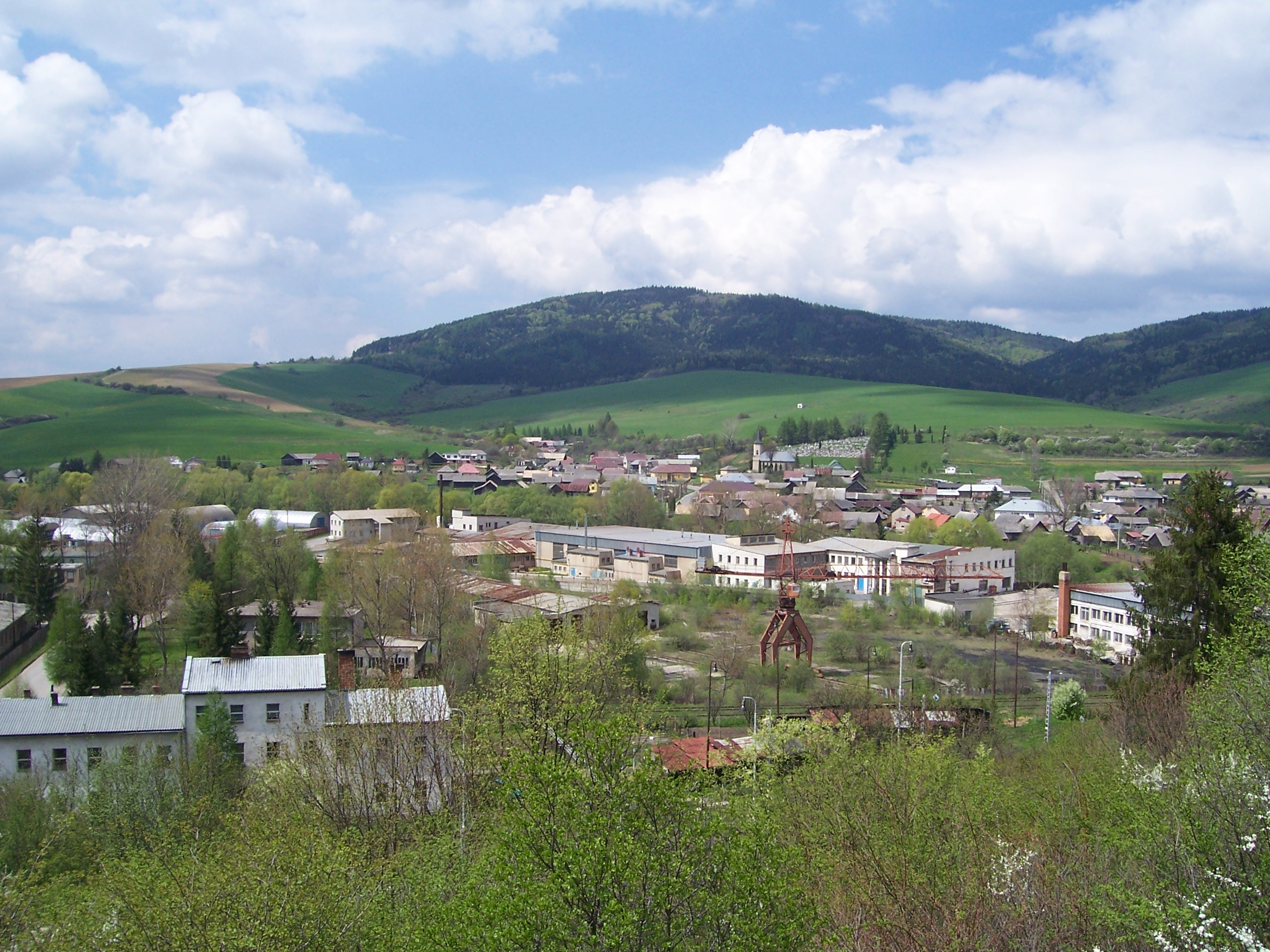
Orlov

Orlov is een Slowaakse gemeente in de regio Prešov, en maakt deel uit van het district Stará Ľubovňa.
Orlov telt 706 inwoners.